# チョン・ヒョソン
チョン・ヒョソン（朝: 전효성、英: Jun Hyo-seong、中: 全烋星、1989年10月13日 - ）は、韓国・忠清北道清州市出身の歌手。アイドルグループSecretの元メンバー。

## 人物
2005年、オーディション番組「Let's CokePLAY バトル神話」(Mnet)に参加し、最終選考まで残る。翌年、グッドエンターテインメントの練習生となり。Wonder Girlsのユビン、AFTERSCHOOLのユイ、Spicaのジウォンらと共に「五少女」というグループでデビューを目指していたが、事務所の経営難により解散を余儀なくされる。アルバイトをしながらレッスンを続けるも、父親がガンで死亡。ショックで精神障害を起こし、歌手デビューの夢を諦めかけたこともあったが、2009年に現在の事務所と契約し、Secretとしてデビュー。
2014年5月、シングル『Top Secret』でソロデビュー。

## 出演

### ミュージカル
- 2009年 「My Boo」アンタッチャブル (韓国音楽グループ) 1st ミニアルバム - Feat. ヒョソンとジウン[4]

### ドラマ
- サンショウウオ導師と恋まじない（2012年、SBS） - スヨン役
- 幽霊が見える刑事チョヨン（2014年、OCN） - ハン・ナヨン役
- 猫がいる、ニャー!（2014年、KBS） - ハン・スリ役
- 幽霊が見える刑事チョヨン2（2015年、OCN） - ハン・ナヨン役
- ウォンテッド～彼らの願い～（2016年、SBS） - パク・ボヨン役
- 内省的なボス（2017年、tvN） - キム・ギョリ役
- メモリスト（2020年、tvN） - カン・ジウン役
- セレブリティ（2023年、Netflix） - オ・ミネ役

### バラエティ番組
- 少年少女歌謡白書（2010年、Mnet）
- スクールバラエティ 百点満点（2010年、SBS）
- 強心臓（2011年、SBS）
- 私たち結婚しました（2013年、MBC）